# Università Cardinale Stefan Wyszyński di Varsavia
L'Università Cardinale Stefan Wyszyński di Varsavia (in polacco: Uniwersytet Kardynała Stefana Wyszyńskiego w Warszawie) è una università statale sita a Varsavia. Creata nel 1999 dalle fondamenta dell'Accademia Di Teologia Cattolica a Varsavia e intitolata al cardinale polacco Stefan Wyszyński. Offre studi religiosi nella facoltà di teologia, diritto canonico e filosofia cristiana sotto il patronato dell'arcidiocesi di Varsavia. I corsi di studio sono quindi secolari ma con particolare attenzione ai valori cristiani.
Ci sono 12 facoltà divise in due Campus presso le due vie Dewajtis e Wóycickiego e gli studenti posso scegliere tra più di 40 corsi di studio tra cui Medicina, Psicologia, Legge, Giornalismo, Ingegneria, Filologia italiana and Economia.
Nel 2019 l'università ha conseguito il premio "HR Excellence in Research" dalla Commissione Europea.
Tutti i dipartimenti sono sotto la giurisdizione del Ministero della Scienza e dell'Istruzione Superiore, fatta eccezione per 4 facoltà (Facoltà di Teologia,Facoltà di Diritto Canonico, Facoltà di Filosofia Cristiana, Facoltà di Studi sulla Famiglia) che sono sotto la Giurisdizione della Chiesa Cattolica Romana.
Nel Aprile del 2010, il rettore dell'UKSW Ryszard Rumianek mori'  in un incidente aereo a Smolensk denominato Incidente del Tupolev Tu-154 dell'Aeronautica Militare Polacca del 2010

## Facoltà
- Facoltà di Teologia
- Facoltà di Diritto Canonico
- Facoltà di Filosofia Cristiana
- Facoltà di Scienze Storiche
- Facoltà di Scienze Sociali ed Economiche
- Facoltà di Diritto e Amministrazione
- Facoltà di Studi Umanistici
- Facoltà di Studi sulla Famiglia
- Facoltà di Scienze e Matematica
- Facoltà di Pedagogia
- Facoltà di Paleologia e Scienze Ambientali
- Facoltà di Medicina: Collegium Medicum

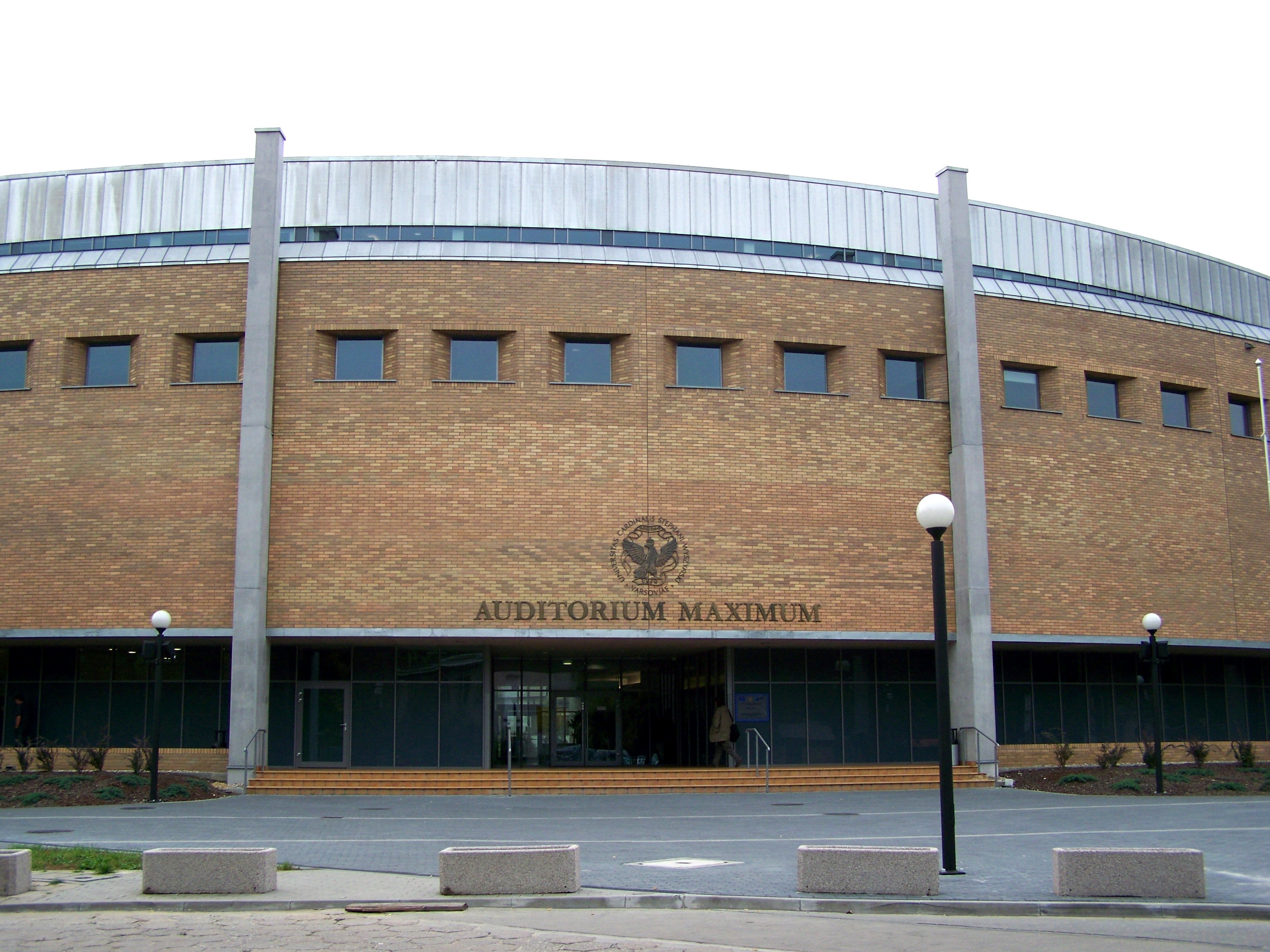
Auditorium Maximum